# Назад до ССША
«Назад до ССША» (англ. Back in the USSA) — збірка семи оповідань англійських письменників Юджина Бірна та Кіма Ньюмена 1997 року, опублікована видавництвом Mark V. Ziesing Books. Назва є посиланням на пісню «Back in the USSR» The Beatles. Історії пов'язані через місце дії, альтернативну історію ХХ століття, коли Сполучені Штати пережили Другу комуністичну революцію в 1917 році і стали комуністичною супердержавою, тоді як Росія цього не зробила. Шість оповідань вперше опубліковано в журналі Interzone, а заключне оповідання серії «В дорозі» було написано спеціально для збірки.

## Фон
Теодор Рузвельт був переобраний президентом Сполучених Штатів як кандидат від Прогресивної партії в 1912 році, але був убитий 19 грудня 1912 року на Чиказьких товарних складах снайпером і виставковим стрільцем Енні Оклі, ще до того, як вступив на посаду, коли особисто припиняв робітничий страйк робітників за допомогою «Грубих вершників». Після цього до влади приходить його віце-президент Чарльз Фостер Кейн, який поступово веде Сполучені Штати до ще більшого гноблення, класового поділу, бюрократичної некомпетентності та корупції, включаючи передчасний вступ у Першу світову війну в 1914 році та вбивство свого суперника Вудро Вільсона під час виборчої кампанії 1916 року.
Поступово до 1917 року Сполучені Штати стають нестабільними в політичному та соціальному плані, з масовими (і, здавалося б, безглуздими) загибеллю американців у багнюці Західного фронту та зростанням розриву між багатими «баронами-грабіжниками» і масову корупцію та експлуатацію, до яких це призвело. Соціалістична партія Америки на чолі з Юджином Дебсом отримує все більшу підтримку, і незабаром заворушення призвели до Другої американської революції та Другої громадянської війни в Америці, після чого Кейна виганяють з Білого дому, скидають і страчують за державну зраду. Згодом до влади приходить новий соціалістичний лад на чолі з Дебсом. Сполучені Штати Америки стають Сполученими Соціалістичними Штатами Америки.
Однак ранній ідеалізм цієї зміни недоречний. Після смерті Дебса в 1926 році владу захопив Аль Капоне (очевидна паралель з Йосипом Сталіним, так само як Дебс використовується для віддзеркалення досягнень Володимира Леніна), який почав правити США жорстоким, репресивним залізним кулаком, встановивши навколо себе культ особи, вигнавши та страчивши своїх політичних суперників і керуючи країною більш жорстоко та безжально (і некомпетентно), ніж будь-який з баронів-розбійників, яких раніше скинули. Поступово, після Другої світової війни, холодної війни між США, Сполученим Королівством і напівконституційною монархічною Російською імперією, а також війни в Індо-Китаї, у 1991 році починається економічна та соціальна стагнація в ССША, які остаточно розпадаються на окремі держави, що ворогують між собою. Це призводить до невизначеного майбутнього як для колишньої ССША, так і для решти світу.

## Оповідання
- «В повітрі»: 1989. Як перший секретар Курт Воннеґут запроваджує політику «прямої розмови» та «об'єднання» в Сполучених Соціалістичних Штатів Америки, що перебувають у стагнації. Лоу, британський журналіст, прибуває до Чикаго, щоб зустрітися та взяти інтерв'ю в одного з діячів культури періоду розморожування репресій — Чарльза Гардіна Голлі, андеґраундного музиканта, який досяг більшої популярності у, здавалося б, більш відкритій і невимушеній атмосфері раніше репресивної країни. Оминувшись з їхнім партійним куратором (функціонером на ім'я Гантер Томпсон), Голлі веде Лоу до спіккізі, де той розповідає історію свого власного політичного пробудження, включаючи своє дитинство в маленькому містечку в ССША у 1950-х роках, випадкову зустріч з двома ідеалістичними бродягами на ім'я Говард Г'юз і Джек Керуак, що збігається з пропагандистським візитом трупи «героїв війни» (зокрема Джозефа Маккарті, Чарльза Ліндберга, Мітча «Дюка» Моррісона, Лафаєта Габбарда і генерала Кертіса Лемея) і дівчини, на ім'я Пеггі Сью.
- «Десять днів, які потрясли світ»: 1912—1917. Колекція з десяти віньєток, що описують заснування Сполучених Соціалістичних Штатів Америки, починаючи з убивства Теодора Рузвельта та інавгурації Чарльза Фостера Кейна в 1912 році, через затоплення Титаніка та вступ Америки в Першу світову війну в 1914 році та зростаюча корупція, класовий поділ і несправедливість, які призвели до Другої американської революції в 1917 році.
- «Том Джоад»: 1937 рік. Агенти Федерального бюро ідеології Еліот Несс і Мелвін Первіс вирушають у нетрі в штаті Невада, досліджуючи чутки про те, що там бачили легендарного підпільного активіста Тома Джоуда. Перебуваючи там, їм доводиться боротися з контрреволюційною змовою, непохитною вірою людей у свого героя та Френком Нітті, особистим примусовим агентом міністра Аль Капоне, який має забезпечити спіймання Джоуда будь-якими способами.
- «Пікнік ведмедиків»: 1965—1969. Боб і Террі, двоє хлопців із робітничого класу з Ньюкасла та найкращі друзі на все життя, записуються до британської армії, щоб піти воювати проти комунізму в Індокитаї. Після жорстокої підготовки полку, обидва потрапляють у жорстоку війну в Південно-Східній Азії, де їх схоплюють і ув'язнюють партизани В'єтконгу. Після їхньої втечі Боб повертається до Британії та пише книгу, в якій розповідає про свій досвід, який пізніше було перетворено на фільм — і під час створення фільму він змушений зіткнутися зі своїм новим стилем життя та прихованими секретами своїх жахливих подій, які побачили Террі присоромлений і знечещений.
- «Громадянин Ед»: 1945—1984. Історія Еда Ґейна — соціалістичного героя, місцевого корифея і жахливого серійного вбивці. Понад сорок років Ґейн і шериф місцевого містечка — більш ніж обізнаний з жахливими збоченнями і вбивствами Ґейна — ведуть боротьбу, але спроби шерифа зупинити зло Ґейна наштовхуються на партійну корупцію, некомпетентність і віру в те, що в досконалій соціалістичній державі серійний убивця неможливий, серійний убивця неможливий (це трактування ґрунтується на реальній справі українського серійного вбивці Андрія Чикатило, засудженого за вбивство 53 жінок і дітей, і на зусиллях радянських детективів у реальному світі, спрямованих на те, щоб його зловити).
- «Вулиця Абдикаційна»: 1972 рік. Цинція Давидівна Бронштейн — візажистка найбільшого російського державного телебачення. Чарльз, герцог Корнвольський, внучатий племінник короля Едварда VIII і спадкоємець престолу Сполученого Королівства, перебуває в Росії, щоб одружитися зі своєю нареченою, великою герцогинею Катериною, розпещеною дочкою царя Миколи III, і Цінцію призначили надати йому макіяж для телевізійного висвітлення. Багато що залежить від цього королівського весілля, включно з майбутнім демократії в Росії — тому, коли Сінція та Чарльз закохуються, це викликає більше проблем.
- «В дорозі»: 1998. Після «В повітрі» ССША розділилася на Конфедерацію незалежних держав Північної Америки (подібну до спадкоємця СРСР, Співдружності Незалежних Держав), нечітко пов'язану низку країн, пронизану інституційною корупцією та гангстеризмом. Британський репортер Лоу, якому не пощастило, повернувся до колишньої СНА, щоб прослідкувати за роуд-шоу Роберта Максвелла «Свобода та підприємництво», яке мандрує шосе 66, приносячи капіталізм, християнство та Кліффа Річарда до колишньої ССША.

## Огляд
Як і в багатьох роботах Ньюмена, оповідання мають значну інтертекстуальність, як з реальними історичними подіями (багато оповідань містять події, які віддзеркалюють реальні події, що відбулися в реальному ХХ столітті, зокрема російську революцію 1917 року та війна у В'єтнамі) і з популярною культурою. Історії важливі тим, що в них зображені відомі вигадані персонажі (зокрема з американських і британських текстів), які взаємодіють з реальними персонажами; Президент Чарльз Фостер Кейн, наприклад, є головним героєм фільму Орсона Веллса «Громадянин Кейн» 1941 року, тоді як Том Джоад, на якого полюють справжні правоохоронці Еліот Несс і Мелвін Первіс у «Томі Джоуді», є головним героєм Джона Стейнбека «Грона гніву». Ганнібал Лектер фігурує як голова Департаменту охорони здоров'я, а Джон Рембо допомагає навчати в'єтнамських комуністів. Рембо — герой у фільмі Реймонда Мессі. Бригадир Летбрідж-Стюарт з'являється як британський офіцер у «Пікніку плюшевих ведмедиків» (хоча «Доктор Хто» в тій же історії згадується як вигадка), як і Найджел Моулсворт і Безіл Фотерінгтон-Томас.

## Порівняння в реальному світі

### Фізичні особи
| «Назад в ССША» — особи        | Реальний еквівалент        |
| ----------------------------- | -------------------------- |
| Батько О'Шонесі               | Георгій Гапон              |
| Чарльз Фостер Кейн            | Микола II                  |
| Емілі Кейн                    | Олександра                 |
| Алістер Кроулі                | Григорій Распутін          |
| Нік Керравей                  | Фелікс Юсупов              |
| Юджин Дебс                    | Володимир Ленін            |
| Аль Капоне                    | Йосип Сталін               |
| Сесіль Блаунт Де Міль         | Сергій Ейзенштейн          |
| Джозеф Патрік Кеннеді старший | Аль Капоне                 |
| Жан-Люк Годар                 | Мао Цзедун / Фідель Кастро |
| Ед Ґейн                       | Андрій Чикатило            |
| Артур Кларк                   | Лафаєт Рональд Габбард     |
| Рудольф Нурєєв                | Шон Коннері                |
| Баррі Голдвотер               | Микита Хрущов              |
| Іннокентій Смоктуновський     | Джон Фіцжеральд Кеннеді    |
| Чак Єгер                      | Юрій Гагарін               |
| Айн Ренд                      | Джозеф Маккарті            |
| Річард Ніксон                 | Леонід Брежнєв             |
| Генрі Кіссінджер              | Річард Ніксон              |
| Курт Воннеґут                 | Михайло Горбачов           |
| Дж. Р. Юінг                   | Борис Єльцин               |
| Маргарет Тетчер               | Рональд Рейган             |

### Події та об'єкти
| «Назад в ССША» — події                           | Реальний еквівалент                             |
| ------------------------------------------------ | ----------------------------------------------- |
| Сполучені Соціалістичні Штати Америки (ССША)     | Союз Радянських Соціалістичних Республік (СРСР) |
| Вашингтон, округ Колумбія/Дебс, округ Колумбія   | Санкт-Петербург/Ленінград                       |
| Конфедерація незалежних держав Північної Америки | Співдружність Незалежних Держав                 |
| Друга американська революція                     | Російська революція                             |
| Друга американська громадянська війна            | Громадянська війна в Росії                      |
| Друга мексикансько-американська війна            | Польсько-радянська війна                        |
| Пиловий казан                                    | Голодомор                                       |
| Чикаго                                           | Москва                                          |
| Тексиканська стіна                               | Берлінська стіна                                |
| Французька Народна Республіка                    | Китайська Народна Республіка / Куба             |
| Ельзассько-Лотарингська ракетна криза            | Кубинська ракетна криза                         |
| Куба                                             | Чехословаччина                                  |
| Прогресисти                                      | Царисти                                         |
| соціалісти                                       | більшовики                                      |
| Telstar                                          | Супутник 1                                      |
| X-15                                             | Восток                                          |

## Історія видання
- «В повітрі»: Interzone № 43, січень 1990
- «Десять днів, які потрясли світ»: Interzone № 48, червень 1990
- «Том Джоад»: Interzone № 65, листопад 1992
- «Пікнік ведмедиків»: Interzone № 122-123, серпень і вересень 1997
- «Громадянин Ед»: Interzone № 113, листопад 1996
- «Вулиця Абдикаційна»: Interzone № 105, березень 1996